# Renaud-Philippe de Custine
Renaud-Philippe-Louis-Armand de Custine, född den 22 januari 1768 i Paris, död där den 3 januari 1794, var en fransk markis. Han var son till Adam-Philippe de Custine.
Custine var först diplomat och fick åtskilliga viktiga missioner sig anförtrodda, blev sedan sin fars adjutant och giljotinerades på grund av sina förbindelser med girondisterna.